# Earthling (álbum)
Earthling (estilizado com EART HL I NG) é o vigésimo álbum de estúdio do músico britânico David Bowie, lançado em 1997 pela Virgin Records, e depois relançado pela BMG Records. O álbum demonstra um som influenciado pela música eletrônica, parcialmente inspirado pela cultura industrial e de drum and bass do anos 1990. Este é o primeiro álbum que Bowie autoproduziu desde Diamond Dogs, de 1974. Pouco após o lançamento do álbum, Bowie recebeu uma estrela na Calçada da Fama.

## Contexto e desenvolvimento
Cinco dias após terminar a turnê do seu álbum anterior, Outside, Bowie voltou aos estúdios. Ele disse: "Eu realmente pensei que seria ótimo se pudéssemos tirar uma foto, quase uma fotografia sonora, de como éramos na época. Então, Reeves [Gabrels] e eu começamos a escrever logo após sairmos da estrada." Apesar de irem ao estúdio sem nenhum material pronto, o álbum levou somente duas semanas e meia para ser gravado (típico para um disco de Bowie). Bowie comparou o álbum com seu disco Scary Monsters (and Super Creeps), de 1980, dizendo: "Acho que há algo como uma ligação entre Scary Monsters e este álbum, em certa medida. Certamente, a mesma intensidade de agressão." Bowie descreveu o álbum como um esforço "para produzir um material sonoramente dinâmico e agressivo."

Sobre a produção som drum 'n bass do álbum, Bowie disse:
Diferentemente da maioria das coisas drum and bass, nós não simplesmente pegamos partes de gravações de outras pessoas e as experimentamos. Na bateria vigorosa, Zac [Alford] saiu e fez seus próprios loops e trabalhou com todos os tipos de ritmos e tempos estranhos. Então aceleramo-os para as 160 batidas por minuto, regularmente. Isso é muito de como tratamos o álbum. Mantivemos todas as experimentações internamente e criamos, de um modo, nossa própria sonoridade.
Earthling foi o primeiro álbum gravado inteiramente digitalmente, "todo em disco rígido". Durante entrevistas para promover o álbum, Bowie declarou: "Eu fiz quase toda a guitarra. Muito da parte estridente/mecânica foi feita no saxofone, então transferida para o sampler, depois distorcida e trabalhada no sintetizador."
Bowie e Gabrels usaram um técnica com a qual ele começaram a trabalhar no álbum anterior de Bowie, Outside, em que eles transferiam partes de guitarra para um teclado de mostragens e construíam riffs com esses pedaços. "É guitarra de verdade", disse Bowie, "mas construída de forma sintética. E Brian Eno entrou no caminho - da melhor forma possível - então não chegamos a fazer isso até este álbum. Queremos ir mais longe com isso, porque é uma ideia muito animadora." Bowie considerou este álbum, ao lado de seu antecessor, como um "diário textural" de como os últimos anos do milênio eram sentidos.
As influências musicais de Bowie e Gabrels na época tiveram grande impacto no som do álbum: Bowie foi influenciado por uma sonoridade europeia e bandas como Prodigy, enquanto Gabrels ainda estava com o som industrial americano e bandas como Underworld.
Bowie disse que ele abordou a produção deste álbum de forma parecida com como ele abordou Young Americans:
[Em Young Americans,] eu queria trabalhar com a experiência soul da Filadélfia, e  a única forma que eu conhecia era trazendo o que é completamente europeu em mim para esse formato americano intrinsecamente negro. E este [álbum] não era uma situação de desigualdade. Era um híbrido das sensibilidades europeia e americana, e para mim, isso é animador. É isso que eu faço de melhor. Eu sou um sintetista.
Bowie resumiu o significado destas canções no álbum ao dizer:
Eu acho que o fundo em comum de todas as canções é a necessidade permanente em mim de oscilar entre ateísmo ou um tipo de gnosticismo. Eu continuo indo para trás e para frente entre essas duas coisas, porque elas significam muito na minha vida. Quero dizer, a igreja não entra na minha escrita, ou no meu pensamento; eu não tenho empatia com religiões organizadas. O que eu preciso é a char um balanciamento, espiritualmente, com a forma como vivo e minha morte. E esse período de tempo -  de hoje até meu falecimento - é a única coisa que me fascina.
A capa do álbum contém uma foto de Bowie usando um casaco baseado na Union Jack, desenhado por Alexander McQueen, que anteriormente desenhara trajes de palco para Bowie e sua banda. Antes de ser lançado, Bowie pensou em usar Earthlings (no plural) no título do álbum.

## Desenvolvimento das canções
Bowie e a banda continuaram sua abordagem experimental na criação musical, primeiramente usada na Trilogia de Berlim: para a faixa "Looking for Satellites", Bowie disse ao guitarrista Gabrels que ele "só queria que ele tocasse uma corda por vez. Ele estava cercado pelo acorde até que mudasse, e isso fez com que tivesse uma atitude em grande parte heterodoxa." O riff de guitarra usado para a faixa "Dead Man Walking" foi baseado num padrão que Jimmy Page (do Led Zeppelin) tocara para Bowie nos anos 1960. De acordo com Gabrels, parte da faixa de baixo em "Little Wonder" foi uma gravação da baixista Gail Ann Dorsey ao tentar tirar som do seu pedal enquanto não sabia estar sendo gravada. Para "Battle for Britain", Bowie desafiou Mike Garson a tocar baseado na "ideia de uma peça escrita por Stravinsky chamada "Ragtime para Onze Instrumentos". Eu disse: 'Se você conseguir meio que entrar no caráter disso... e ele conseguiu imediatamente."
"Little Wonder" foi uma das primeiras faixas que Bowie e Gabrels escreveram para o álbum, e Bowie falou que o processo de composição foi um exercício "ridículo" de puro fluxo de consciência. "Eu simplesmente peguei Branca de Neve e fiz um versão um verso para cada um dos nomes dos anões. E essa é a canção [risos]. E então acabaram os anões, aí criei novos anões na música, como 'Stinky'."
"I'm Afraid of Americans" era uma faixa não utilizada das gravações de Outside. Bowie disse: "Isso era algo que Eno e eu juntamos, e eu simplesmente não achei que se encaixava em Outside, então não ficou lá. Foi deixado para trás. Então pegamos somente o embrião da canção, e o reestruturamos com esta banda."
Bowie regravou "Baby Universal", da Tin Machine, para incluir em Earthling. Bowie disse "Eu achei que era uma canção muito boa e não acho que foi escutada. Eu não queria que isso acontecesse, então a coloquei neste álbum. Gostei muito deisso. Acho que essa versão é muito boa." "Baby Universal" acabou não sendo incluída na versão final de Earthling.

## Recepção do álbum
| Críticas profissionais | Críticas profissionais |
| Avaliações da crítica  | Avaliações da crítica  |
| Fonte                  | Avaliação              |
| ---------------------- | ---------------------- |
| Allmusic               | [ 10 ]                 |
| Piero Scaruffi         | (6.5/10)               |
| Robert Christgau       | [ 12 ]                 |
| Rolling Stone          | [ 13 ]                 |
| Select                 | [ 14 ]                 |

Mesmo não sendo de grande sucesso comercial, o álbum recebeu um bom número de resenhas favoráveis, com um crítico o chamando de um "retorno à excelência" "ricamente texturizado" e outro dizendo que o álbum representava "um do seus [de Bowie] melhores trabalhos numa década". Em 1998 Earthling foi nomeado ao Grammy para Melhor performance de música alternativa e a música "Dead Man Walking" foi nomeada para Melhor Performance Vocal Masculina de Rock. O álbum se saiu melhor do que o seu antecessor altamente experimental, Outside, chegando ao n°6 nas paradas britânicas e ao 39 nos EUA. A revista Rolling Stone elogiou o álbum, observando que a exposição ao Nine Inch Nails na turnê prévia de Bowie havia aparentemente o influenciado neste álbum, e eles o chamaram de "o seu melhor desde Scary Monsters, de 1980." O álbum conseguiu um pequeno hit com um remix de Trent Reznor de "I'm Afraid of Americans".

## Remixes e vídeos
O entusiasmo de Bowie com remixes atingiu seu apogeu quando Earthling foi lançado, e os vários singles do álbum também foram lançados em clubes e online: três versões de “Telling Lies” foram lançadas no site oficial de Bowie alguns meses antes do lançamento do álbum, sendo o primeiro download de single de um grande artista. “Little Wonder” foi o maior sucesso do álbum, chegando à posição n°14 no Reino Unido.
Mais três singles - "Dead Man Walking", "Seven Years in Tibet", and "I'm Afraid of Americans" (com um remix de Trent Reznor) – não se saíram tão bem, embora o último tenha permanecido nas paradas americanas por dezesseis semanas, chegando ao n°66.
Os videoclipes de Earthling foram complexos. A artista e diretora Floria Sigismondi dirigiu os vídeos de “Little Wonder” e “Dead Man Walking”, enquanto Dom and Nic dirigiu “I’m Afraid of Americans”, sendo este nomeado para o  MTV Video Music Awards. Um vídeo também foi feito para “Seven Years in Tibet”, majoritariamente composto por gravações de shows.

## Performances ao vivo
Bowie tocou faixas de Earthling em setembro de 1996, tocando quatro shows “de clube” na costa leste americana, incluindo um no Roseland Ballroom, em Nova York, que recebeu resenhas favoráveis. Antes de subir ao palco para começar o show, Bowie tocava sua nova canção (“Telling Lies”) com um alto-falante. Porém, como o single só estava disponível pela internet, a maior parte dos fãs não reconhecia a faixa. O setlist desses shows era muito similar ao que seria usado na Earthling Tour, de 1997.
Em 9 de janeiro de 1997, um dia após fazer cinquenta anos, Bowie fez um concerto de aniversário para si mesmo, tocando faixas do novo álbum, assim como uma seleção de canções mais antigas. Ele tocou para quase quinze mil fãs, no Madison Square Garden, em Nova York. No palco, Bowie se juntou a outros artistas, como Billy Corgan, Foo Fighters, Sonic Youth, Frank Black, Robert Smith e Lou Reed, que tocaram muitas das canções do aniversariante. Outros convidados presentes não tocaram, como Beck, Moby, Julian Schnabel, Prince, Charlie Sexton, Fred Schneider, Christopher Walken, Matt Dillon e Iman, a mulher de Bowie. O artista Tony Oursler criou algumas peças de arte para o vídeo que passava no fundo do palco, atrás da banda. O evento foi gravado para um especial pay-per-view em comemoração do acontecimento, e uma parte do lucro da apresentação foi doada para a Save the Children.
No Phoenix Festival, em 1997, Bowie e sua banda tocaram na tenda da Radio 1 Dance como “Tao Jones Index”. Eles tocaram no escuro, com gelo seco e luzes estroboscópicas. “Tao Jones Index” é um trocadilho com o nome real de Bowie, David Jones, e a questão Bond Bowie (“Tao” é pronunciado como “Dow, como no Dow Jones Index da bolsa de valores americana).
Bowie voltou à estrada para a promoção do álbum, tendo a Earthling Tour acontecido entre maio de 1997 e o fim do ano.
Algumas canções das várias apresentações foram lançadas no álbum promocional Earthling in the City.

## Faixas
As letras de todas as canções foram escritas por David Bowie.
- 1. "Little Wonder" – 6:02
- 2. "Looking for Satellites" – 5:21
- 3. "Battle for Britain (The Letter)" – 4:48
- 4. " Seven Years in Tibet " – 6:22
- 5. " Dead Man Walking " – 6:50
- 6. " Telling Lies " – 4:49
- 7. "The Last Thing You Should Do" – 4:57
- 8. " I'm Afraid of Americans " – 5:00
- 9. "Law (Earthlings on Fire)" – 4:48
- "I'm Afraid of Americans", apareceu pela primeira vez em 1995 na trilha sonora para o filme Showgirls, em uma versão que era muito diferente em comparação com a gravação  de Earthling.

### Faixas bônus do relançamento de 2004
- "Little Wonder (Danny Saber Dance Mix)"
- "I'm Afraid of Americans ( Nine Inch Nails V1 Mix)"
- "Dead Man Walking ( Moby Mix 2 US Promo 12")"
- "Telling Lies ( Adam F Mix)" (Esta versão não é a Digibook Expanded Edition).

### Bônus do edição  2005 Digibook Expanded Edition
- 1. "Little Wonder (Censored Video Edit)"
- 2. "Little Wonder ( Junior Vasquez Club Mix)"
- 3. "Little Wonder (Danny Saber Dance Mix)"
- 4. "Seven Years in Tibet (Mandarin Version)" (O título Mandarin desta versão pode ser traduzido como "um fugaz momento".)
- 5. "Dead Man Walking (Moby Mix 1)"
- 6. "Dead Man Walking (Moby Mix 2 US Promo 12")"
- 7. "Telling Lies (Feelgood Mix)"
- 8. "Telling Lies (Paradox Mix)"
- 9. "I'm Afraid of Americans (Showgirls Soundtrack Version)"
- 10. "I'm Afraid of Americans (Nine Inch Nails V1 Mix)"
- 11. "I'm Afraid of Americans (Nine Inch Nails V1 Clean Edit)"
- 12. " V-2 Schneider (Tao Jones Index)"
- 13. " Pallas Athena (Tao Jones Index)"

## Créditos
- David Bowie – vocal, guitarra, saxofone alto, samples, teclado, produção
- Reeves Gabrels – programação, sintetizadores, guitarras (real e virtual), vocais, produção
- Mark Plati – programação, loops, samples, teclado, produção
- Gail Ann Dorsey – baixo, vocais
- Zachary Alford – loops de bateria, bateria acústica, percussão eletrônica
- Mike Garson – teclado, piano